# Leichtathletik-Weltcup 1985
Der 4. Leichtathletik-Weltcup, fand vom 4. bis 6. Oktober 1985 in Canberra im Bruce Stadium statt. Es nahmen 320 Athleten aus 52 Nationen teil. Sieger wurde bei den Männern die Mannschaft der USA und bei den Frauen die Mannschaft der DDR.
Sportliche Höhepunkte des Weltcups waren der noch bis heute gültige Weltrekord durch Marita Koch über 400 Meter und der erst 2012 von einer US-amerikanischen Staffel unterbotene Weltrekord der 4-mal-100-Meter-Frauenstaffel der DDR mit der Besetzung Gladisch, Rieger, Auerswald und Göhr.

## Männer

### 100 m
| Platz | Team | Athlet             | Zeit (s) | Pkt. |
| ----- | ---- | ------------------ | -------- | ---- |
| 1     | AME  | Ben Johnson        | 10,00 CR | 8    |
| 2     | AFR  | Chidi Imoh         | 10,11    | 7    |
| 3     | GDR  | Frank Emmelmann    | 10,17    | 6    |
| 4     | USA  | Kirk Baptiste      | 10,17    | 5    |
| 5     | OZE  | Gerrard Keating    | 10,22    | 4    |
| 6     | URS  | Nikolai Juschmanow | 10,26    | 3    |
| 7     | EUR  | Marian Woronin     | 10,45    | 2    |
| 8     | ASI  | Zheng Chen         | 10,48    | 1    |

4. Oktober
| Windgeschwindigkeit: − 0,4 m/s |         |          |                    |                          |
| WR                             | 9,93 s  | Smith    | Vereinigte Staaten | 1983 in Colorado Springs |
| CR                             | 10,13 s | Williams | Vereinigte Staaten | 1977 in Düsseldorf       |

### 200 m
| Platz | Team | Athlet            | Zeit (s) | Pkt. |
| ----- | ---- | ----------------- | -------- | ---- |
| 1     | AME  | Robson da Silva   | 20,44    | 8    |
| 2     | GDR  | Frank Emmelmann   | 20,51    | 7    |
| 3     | OZE  | Darren Clark      | 20,78    | 6    |
| 4     | ASI  | Chang Jae-keun    | 20,90    | 5    |
| 5     | EUR  | Carlo Simionato   | 21,09    | 4    |
| 6     | URS  | Wladimir Murawjow | 21,13    | 3    |
| 7     | AFR  | Simeon Kipkemboi  | 21,50    | 2    |
| –     | USA  | Kirk Baptiste     | DQ       | –    |

6. Oktober
| Windgeschwindigkeit: + 0,5 m/s |         |         |                    |                      |
| WR                             | 19,72 s | Mennea  | Italien            | 1979 in Mexiko-Stadt |
| CR                             | 20,17 s | Edwards | Vereinigte Staaten | 1977 in Düsseldorf   |

### 400 m
| Platz | Team | Athlet                | Zeit (s) | Pkt. |
| ----- | ---- | --------------------- | -------- | ---- |
| 1     | USA  | Michael Franks        | 44,47 CR | 8    |
| 2     | GDR  | Thomas Schönlebe      | 44,72    | 7    |
| 3     | AFR  | Innocent Egbunike     | 44,99    | 6    |
| 4     | OZE  | Darren Clark          | 45,12    | 5    |
| 5     | URS  | Wladimir Krylow       | 45,73    | 4    |
| 6     | AME  | Héctor Daley          | 46,04    | 3    |
| 7     | EUR  | Aldo Canti            | 46,21    | 2    |
| 8     | ASI  | Mohamed Amer al-Malky | 47,18    | 1    |

5. Oktober
| WR | 43,86 s | Evans | Vereinigte Staaten | 1968 in Mexiko-Stadt |
| CR | 44,88 s | Wiley | Vereinigte Staaten | 1981 in Rom          |

### 800 m
| Platz | Team | Athlet              | Zeit (min) | Pkt. |
| ----- | ---- | ------------------- | ---------- | ---- |
| 1     | AFR  | Sammy Koskei        | 1:45,14    | 8    |
| 2     | URS  | Wiktor Kalinkin     | 1:45,72    | 7    |
| 3     | AME  | Agberto Guimarães   | 1:45,80    | 6    |
| 4     | GDR  | Detlef Wagenknecht  | 1:45,83    | 5    |
| 5     | EUR  | Rob Druppers        | 1:46,27    | 4    |
| 6     | USA  | John Marshall       | 1:47,46    | 3    |
| 7     | OZE  | Peter Pearless      | 1:54,15    | 2    |
| –     | ASI  | Batumalai Rajakumar | DNF        | –    |

4. Oktober
| WR | 1:41,73 min | Coe        | Vereinigtes Konigreich | 1981 in Florenz    |
| CR | 1:44,04 min | Juantorena | Kuba                   | 1977 in Düsseldorf |

### 1500 m
| Platz | Team | Athlet              | Zeit (min) | Pkt. |
| ----- | ---- | ------------------- | ---------- | ---- |
| 1     | AFR  | Omer Khalifa        | 3:41,16    | 8    |
| 2     | GDR  | Olaf Beyer          | 3:41,26    | 7    |
| 3     | URS  | Igor Lotarjow       | 3:41,92    | 6    |
| 4     | EUR  | José Manuel Abascal | 3:42,16    | 5    |
| 5     | OZE  | Michael Hillardt    | 3:42,65    | 4    |
| 6     | USA  | Craig Masback       | 3:46,54    | 3    |
| 7     | AME  | David Campbell      | 3:47,93    | 2    |
| 8     | ASI  | Bagicha Singh       | 3:54,88    | 1    |

5. Oktober
| WR | 3:29,46 min | Aouita | Marokko                | 1985 in Berlin     |
| CR | 3:34,45 min | Ovett  | Vereinigtes Konigreich | 1977 in Düsseldorf |

### 5000 m
| Platz | Land | Athlet              | Zeit (min) | Pkt. |
| ----- | ---- | ------------------- | ---------- | ---- |
| 1     | USA  | Doug Padilla        | 14:04,11   | 8    |
| 2     | EUR  | Stefano Mei         | 14:05,99   | 7    |
| 3     | AFR  | Wodajo Bulti        | 14:07,17   | 6    |
| 4     | GDR  | Frank Heine         | 14:07,60   | 5    |
| 5     | URS  | Alexander Chudjakow | 14:10,35   | 4    |
| 6     | OZE  | Dean Crowe          | 14:08,35   | 3    |
| 7     | AME  | Mauricio González   | 14:11,78   | 2    |
| 8     | ASI  | Kozo Akutsu         | 14:12,72   | 1    |

6. Oktober
| WR | 13:00,40 min | Aouita | Marokko        | 1985 in Oslo       |
| CR | 13:13,82 min | Yifter | Athiopien 1975 | 1977 in Düsseldorf |

### 10.000 m
| Platz | Team | Athlet             | Zeit (min) | Pkt. |
| ----- | ---- | ------------------ | ---------- | ---- |
| 1     | AFR  | Wodajo Bulti       | 29:22,96   | 8    |
| 2     | USA  | Pat Porter         | 29:23,02   | 7    |
| 3     | GDR  | Werner Schildhauer | 29:25,63   | 6    |
| 4     | AME  | Martín Pitayo      | 29:35,85   | 5    |
| 5     | EUR  | Vincent Rousseau   | 29:53,23   | 4    |
| 6     | OZE  | Rex Wilson         | 30:06,23   | 3    |
| 7     | URS  | Gennadi Temnikow   | 30:09,94   | 2    |
| 8     | ASI  | Zhang Guowei       | 30:26,58   | 1    |

4. Oktober
| WR | 27:13,81 min | Mamede      | Portugal                                | 1984 in Stockholm |
| CR | 27:28,43 min | Schildhauer | Deutschland Demokratische Republik 1949 | 1981 in Rom       |

### 110 m Hürden
| Platz | Team | Athlet                 | Zeit (s) | Pkt. |
| ----- | ---- | ---------------------- | -------- | ---- |
| 1     | USA  | Tonie Campbell         | 13,35    | 8    |
| 2     | URS  | Sergei Ussow           | 13,62    | 7    |
| 3     | GDR  | Jörg Naumann           | 13,76    | 6    |
| 4     | OZE  | Don Wright             | 13,79    | 5    |
| 5     | EUR  | György Bakos           | 13,83    | 3,5  |
| 5     | ASI  | Yu Zhicheng            | 13,83    | 3,5  |
| 7     | AFR  | René Djédjémel Mélédjé | 14,20    | 2    |
| 8     | AME  | Jesús Aguilasocho      | 14,64    | 1    |

6. Oktober
| Windgeschwindigkeit: + 3,1 m/s |         |          |                    |                |
| WR                             | 12,93 s | Nehemiah | Vereinigte Staaten | 1981 in Zürich |
| CR                             | 13,32 s | Foster   | Vereinigte Staaten | 1981 in Rom    |

### 400 m Hürden
| Platz | Team | Athlet              | Zeit (s) | Pkt. |
| ----- | ---- | ------------------- | -------- | ---- |
| 1     | USA  | Andre Phillips      | 48,42    | 8    |
| 2     | URS  | Alexander Wassiljew | 48,61    | 7    |
| 3     | EUR  | Harald Schmid       | 48,83    | 6    |
| 4     | AFR  | Amadou Dia Ba       | 48,98    | 5    |
| 5     | GDR  | Hans-Jürgen Ende    | 50,22    | 4    |
| 6     | ASI  | Ahmed Hamada        | 50,63    | 3    |
| 7     | AME  | Pedro Chiamulera    | 51,44    | 2    |
| 8     | OZE  | Wayne Paul          | 52,15    | 1    |

4. Oktober
| WR | 47,02 s | Moses | Vereinigte Staaten | 1983 in Koblenz |
| CR | 47,37 s | Moses | Vereinigte Staaten | 1981 in Rom     |

### 3000 m Hindernis
| Platz | Team | Athlet          | Zeit (min) | Pkt. |
| ----- | ---- | --------------- | ---------- | ---- |
| 1     | AFR  | Julius Kariuki  | 8:39,51    | 8    |
| 2     | USA  | Henry Marsh     | 8:39,55    | 7    |
| 3     | AME  | Graeme Fell     | 8:40,30    | 6    |
| 4     | URS  | Iwan Konowalow  | 8:41,46    | 5    |
| 5     | GDR  | Hagen Melzer    | 8:42,92    | 4    |
| 6     | EUR  | Joseph Mahmoud  | 8:50,86    | 3    |
| 7     | OZE  | Peter Renner    | 8:54,96    | 2    |
| 8     | ASI  | Shigeyuki Aikyo | 8:55,23    | 1    |

5. Oktober
| WR | 8:05,40 min | Rono     | Kenia | 1978 in Seattle |
| CR | 8:19,89 min | Mamiński | Polen | 1981 in Rom     |

### 4 × 100 m Staffel
| Platz | Team | Athlet                                                                      | Zeit (s) | Pkt. |
| ----- | ---- | --------------------------------------------------------------------------- | -------- | ---- |
| 1     | USA  | Harvey Glance Kirk Baptiste Calvin Smith Dwayne Evans                       | 38,10    | 8    |
| 2     | AME  | Desai Williams Robson da Silva Leandro Peñalver Ben Johnson                 | 38,31    | 7    |
| 3     | URS  | Nikolai Juschmanow Alexander Semjonow Alexander Jewgenjew Wladimir Murawjow | 38,35    | 6    |
| 4     | GDR  | Heiko Truppel Steffen Bringmann Torsten Heimrath Frank Emmelmann            | 38,39    | 5    |
| 5     | EUR  | Antonio Ullo Stefano Tilli Pierfrancesco Pavoni Carlo Simionato             | 38,76    | 4    |
| 6     | OZE  | Robert Stone Peter van Miltenburg Clayton Kearney Gerrard Keating           | 39,35    | 3    |
| 7     | AFR  | Victor Edet Ikpoto Eseme Iziak Adeyanju Chidi Imoh                          | 39,55    | 2    |
| 8     | ASI  | Li Feng Cai Jianming Yu Zhuanhui Zheng Chen                                 | 39,74    | 1    |

5. Oktober
| WR | 37,83 s | Vereinigte Staaten | Graddy Brown Smith Lewis       | 1984 in Los Angeles |
| CR | 38,03 s | Vereinigte Staaten | Collins Riddick Wiley Williams | 1977 in Düsseldorf  |

### 4 × 400 m Staffel
| Platz | Team | Athlet                                                                      | Zeit (min) | Pkt. |
| ----- | ---- | --------------------------------------------------------------------------- | ---------- | ---- |
| 1     | USA  | Walter McCoy Andre Phillips Ray Armstead Michael Franks                     | 3:00,71    | 8    |
| 2     | GDR  | Frank Möller Mathias Schersing Guido Lieske Thomas Schönlebe                | 3:00,82    | 7    |
| 3     | OZE  | Bruce Frayne Gary Miniham Alan Ozolins Darren Clark                         | 3:01,35    | 6    |
| 4     | EUR  | Pierfrancesco Pavoni Klaus Just Jörg Vaihinger Ángel Heras                  | 3:01,46    | 5    |
| 5     | URS  | Alexander Troschtschilo Alexander Wassiljew Wladimir Prosin Wladimir Krylow | 3:03,17    | 4    |
| 6     | AME  | Leandro Peñalver Ian Morris Héctor Daley Roberto Hernández                  | 3:03,52    | 3    |
| 7     | ASI  | Takeo Suzuki Abdul Yussouf Hiromi Kawasumi Mohamed Amer al-Malky            | 3:10,20    | 2    |
| –     | AFR  | Sunday Uti David Kitur Gabriel Tiacoh Innocent Egbunike                     | DQ         | –    |

6. Oktober
| WR | 2:56,16 | Vereinigte Staaten | Matthews Freeman James Evans | 1968 in Mexiko-Stadt |
| CR | 2:59,12 | Vereinigte Staaten | McCoy Wiley Smith Darden     | 1981 in Rom          |

### Hochsprung
| Platz | Team | Athlet           | Höhe (m) | Pkt. |
| ----- | ---- | ---------------- | -------- | ---- |
| 1     | EUR  | Patrik Sjöberg   | 2,31 CR  | 8    |
| 2     | USA  | James Howard     | 2,28     | 7    |
| 3     | AME  | Javier Sotomayor | 2,28     | 6    |
| 4     | URS  | Igor Paklin      | 2,25     | 5    |
| 5     | GDR  | Andreas Sam      | 2,20     | 4    |
| 6     | ASI  | Shuji Ujino      | 2,15     | 3    |
| 7     | AFR  | Moussa Fall      | 2,10     | 2    |
| 8     | OZE  | John Atkinson    | 2,10     | 1    |

6. Oktober
| WR | 2,41 m | Paklin      | Sowjetunion                             | 1985 in Kōbe       |
| CR | 2,30 m | Beilschmidt | Deutschland Demokratische Republik 1949 | 1977 in Düsseldorf |

### Stabhochsprung
| Platz | Team | Athlet          | Höhe (m) | Pkt. |
| ----- | ---- | --------------- | -------- | ---- |
| 1     | URS  | Serhij Bubka    | 5,85 CR  | 8    |
| 2     | EUR  | Philippe Collet | 5,60     | 7    |
| 3     | USA  | Tim Bright      | 5,40     | 6    |
| 4     | ASI  | Ji Zebiao       | 5,20     | 5    |
| 5     | GDR  | Christoph Pietz | 5,20     | 4    |
| 6     | OZE  | Neil Honey      | 4,70     | 3    |
| 7     | AFR  | Chokri Abahnini | 4,50     | 2    |
| –     | AME  | Rubén Camino    | OgV      | –    |

5. Oktober
| WR | 6,00 m | Bubka  | Sowjetunion | 1985 in Paris |
| CR | 5,70 m | Wolkow | Sowjetunion | 1981 in Rom   |

### Weitsprung
| Platz | Team | Athlet          | Weite (m) | Pkt. |
| ----- | ---- | --------------- | --------- | ---- |
| 1     | USA  | Mike Conley Sr. | 8,20      | 8    |
| 2     | URS  | Robert Emmijan  | 8,09      | 7    |
| 3     | EUR  | László Szalma   | 8,09      | 6    |
| 4     | OZE  | Gary Honey      | 7,98      | 5    |
| 5     | ASI  | Liu Yuhuang     | 7,98      | 4    |
| 6     | AME  | Ubaldo Duany    | 7,87      | 3    |
| 7     | GDR  | Uwe Lange       | 7,76      | 2    |
| 8     | AFR  | Paul Emordi     | 7,63      | 1    |

5. Oktober
| Windgeschwindigkeit: + 0,3 m/s |      |         |                    |                      |
| WR                             | 8,90 | Beamon  | Vereinigte Staaten | 1968 in Mexiko-Stadt |
| CR                             | 8,52 | Myricks | Vereinigte Staaten | 1979 in Montreal     |

### Dreisprung
| Platz | Team | Athlet           | Weite (m) | Pkt. |
| ----- | ---- | ---------------- | --------- | ---- |
| 1     | USA  | Willie Banks     | 17,58 CR  | 8    |
| 2     | URS  | Oleg Protsenko   | 17,47     | 7    |
| 3     | EUR  | Christo Markow   | 17,13     | 6    |
| 4     | GDR  | Volker Mai       | 17,07     | 5    |
| 5     | AFR  | Paul Emordi      | 16,89     | 4    |
| 6     | AME  | Lázaro Balcindes | 16,74     | 3    |
| 7     | ASI  | Tian Hongxin     | 16,49     | 2    |
| 8     | OZE  | Peter Beames     | 16,12     | 1    |

4. Oktober
| Windgeschwindigkeit: + 1,5 m/s |       |             |                    |                      |
| WR                             | 17,97 | Banks       | Vereinigte Staaten | 1985 in Indianapolis |
| CR                             | 17,37 | de Oliveira | Brasilien 1968     | 1981 in Rom          |

### Kugelstoßen
| Platz | Team | Athlet            | Weite (m) | Pkt. |
| ----- | ---- | ----------------- | --------- | ---- |
| 1     | GDR  | Ulf Timmermann    | 22,00 CR  | 8    |
| 2     | URS  | Sergei Smirnow    | 21,72     | 7    |
| 3     | EUR  | Alessandro Andrei | 21,14     | 6    |
| 4     | USA  | Dave Laut         | 20,51     | 5    |
| 5     | AME  | Gert Weil         | 19,50     | 4    |
| 6     | AFR  | Mohammed Achouche | 18,41     | 3    |
| 7     | ASI  | Balwinder Singh   | 17,11     | 2    |
| 8     | OZE  | Wayne Barber      | 16,15     | 1    |

5. Oktober
| WR | 22,62 | Timmermann | Deutschland Demokratische Republik 1949 | 1985 in Berlin     |
| CR | 21,74 | Beyer      | Deutschland Demokratische Republik 1949 | 1977 in Düsseldorf |

### Diskuswurf
| Platz | Team | Athlet                | Weite (m) | Pkt. |
| ----- | ---- | --------------------- | --------- | ---- |
| 1     | URS  | Georgi Kolnootschenko | 69,08 CR  | 8    |
| 2     | GDR  | Jürgen Schult         | 68,30     | 7    |
| 3     | AME  | Luis Delís            | 67,60     | 6    |
| 4     | EUR  | Imrich Bugár          | 62,96     | 5    |
| 5     | USA  | John Powell           | 62,82     | 4    |
| 6     | OZE  | Paul Nandapi          | 58,84     | 3    |
| 7     | AFR  | Ahmed Kamel Shata     | 35,74     | 2    |
| –     | ASI  | Li Weinan             | DNS       | –    |

4. Oktober
| WR | 71,86 m | Dumtschew | Sowjetunion                             | 1983 in Moskau     |
| CR | 67,14 m | Schmidt   | Deutschland Demokratische Republik 1949 | 1977 in Düsseldorf |

### Hammerwurf
| Platz | Team | Athlet             | Weite (m) | Pkt. |
| ----- | ---- | ------------------ | --------- | ---- |
| 1     | URS  | Jüri Tamm          | 82,12 CR  | 8    |
| 2     | GDR  | Gunther Rodehau    | 78,44     | 7    |
| 3     | USA  | Jud Logan          | 76,68     | 6    |
| 4     | EUR  | František Vrbka    | 71,62     | 5    |
| 5     | AFR  | Hakim Toumi        | 69,84     | 4    |
| 6     | OZE  | Hans-Martin Lotz   | 67,30     | 3    |
| 7     | AME  | Francisco Soria    | 62,38     | 2    |
| 8     | ASI  | Raghubir Singh Bal | 60,92     | 1    |

5. Oktober
| WR | 86,34 m | Sedych   | Sowjetunion | 1984 in Cork     |
| CR | 78,70 m | Litwinow | Sowjetunion | 1979 in Montreal |

### Speerwurf
| Platz | Team | Athlet               | Weite (m) | Pkt. |
| ----- | ---- | -------------------- | --------- | ---- |
| 1     | GDR  | Uwe Hohn             | 96,96 CR  | 8    |
| 2     | URS  | Heino Puuste         | 87,40     | 7    |
| 3     | USA  | Tom Petranoff        | 87,34     | 6    |
| 4     | EUR  | David Ottley         | 87,00     | 5    |
| 5     | OZE  | John Stapylton-Smith | 76,94     | 4    |
| 6     | AME  | Michael Mahovlich    | 76,14     | 3    |
| 7     | ASI  | Pubu Ciren           | 75,46     | 2    |
| 8     | AFR  | Ahmed Mahour Bacha   | 72,72     | 1    |

6. Oktober
| WR | 104,80 m | Hohn | Deutschland Demokratische Republik 1949 | 1984 in Berlin |
| CR | 89,74 m  | Kūla | Sowjetunion                             | 1981 in Rom    |

## Frauen

### 100 m
| Platz | Team | Athletin         | Zeit (s) | Pkt. |
| ----- | ---- | ---------------- | -------- | ---- |
| 1     | GDR  | Marlies Göhr     | 11,10    | 8    |
| 2     | AME  | Grace Jackson    | 11,30    | 6,5  |
| 2     | URS  | Marina Schirowa  | 11,30    | 6,5  |
| 4     | EUR  | Anelija Nunewa   | 11,50    | 5    |
| 5     | AFR  | Rufina Ubah      | 11,55    | 4    |
| 6     | OZE  | Jenny Flaherty   | 11,79    | 3    |
| 7     | USA  | Kathrene Wallace | 11,86    | 2    |
| 8     | ASI  | Lee Young-Sook   | 11,92    | 1    |

5. Oktober
| Windgeschwindigkeit: − 0,6 m/s |         |         |                    |                |
| WR                             | 10,76 s | Ashford | Vereinigte Staaten | 1984 in Zürich |
| CR                             | 11,02 s | Ashford | Vereinigte Staaten | 1981 in Rom    |

### 200 m
| Platz | Team | Athletin        | Zeit (s) | Pkt. |
| ----- | ---- | --------------- | -------- | ---- |
| 1     | GDR  | Marita Koch     | 21,90    | 8    |
| 2     | AME  | Grace Jackson   | 22,61    | 7    |
| 3     | URS  | Marina Schirowa | 22,66    | 6    |
| 4     | EUR  | Ewa Kasprzyk    | 23,05    | 5    |
| 5     | USA  | Pam Marshall    | 23,15    | 4    |
| 6     | OZE  | Maree Chapman   | 23,71    | 3    |
| 7     | AFR  | Rufina Ubah     | 24,02    | 2    |
| 8     | ASI  | Vandana Rao     | 24,38    | 1    |

4. Oktober
| Windgeschwindigkeit: − 0,7 m/s |         |         |                                         |                                         |
| WR                             | 21,71 s | Koch    | Deutschland Demokratische Republik 1949 | 1979 in Karl-Marx-Stadt 1984 in Potsdam |
| CR                             | 21,83 s | Ashford | Vereinigte Staaten                      | 1979 in Montreal                        |

### 400 m
| Platz | Team | Athletin              | Zeit (s) | Pkt. |
| ----- | ---- | --------------------- | -------- | ---- |
| 1     | GDR  | Marita Koch           | 47,60 WR | 8    |
| 2     | URS  | Olga Vladykina        | 48,27    | 7    |
| 3     | USA  | Lillie Leatherwood    | 50,43    | 6    |
| 4     | AME  | Ana Fidelia Quirot    | 50,86    | 5    |
| 5     | EUR  | Jarmila Kratochvílová | 50,95    | 4    |
| 6     | OZE  | Debbie Flintoff       | 51,57    | 3    |
| 7     | ASI  | P. T. Usha            | 51,61    | 2    |
| 8     | AFR  | Kehinde Vaughan       | 53,16    | 1    |

6. Oktober
| WR | 47,99 s | Kratochvílová | Tschechoslowakei | 1983 in Helsinki |
| CR | 48,61 s | Kratochvílová | Tschechoslowakei | 1981 in Rom      |

### 800 m
| Platz | Team | Athletin              | Zeit (min) | Pkt. |
| ----- | ---- | --------------------- | ---------- | ---- |
| 1     | GDR  | Christine Wachtel     | 2:01,57    | 8    |
| 2     | EUR  | Jarmila Kratochvílová | 2:01,99    | 7    |
| 3     | URS  | Nadija Olisarenko     | 2:02,17    | 6    |
| 4     | AME  | Ana Fidelia Quirot    | 2:03,57    | 5    |
| 5     | USA  | Joetta Clark          | 2:03,81    | 4    |
| 6     | AFR  | Selina Chirchir       | 2:04,16    | 3    |
| 7     | OZE  | Wendy Old             | 2:05,36    | 2    |
| 8     | ASI  | Shiny Abraham         | 2:06,39    | 1    |

5. Oktober
| WR | 1:53,28 min | Kratochvílová | Tschechoslowakei | 1983 in München |
| CR | 1:57,48 min | Weselkowa     | Sowjetunion      | 1981 in Rom     |

### 1500 m
| Platz | Team | Athletin            | Zeit (min) | Pkt. |
| ----- | ---- | ------------------- | ---------- | ---- |
| 1     | GDR  | Hildegard Körner    | 4:10,86    | 8    |
| 2     | URS  | Rawilja Agletdinowa | 4:11,21    | 7    |
| 3     | EUR  | Doina Melinte       | 4:19,66    | 6    |
| 4     | ASI  | Yang Liuxia         | 4:20,73    | 5    |
| 5     | AME  | Ulla Marquette      | 4:21,25    | 4    |
| 6     | AFR  | Mary Chemweno       | 4:24,97    | 3    |
| 7     | OZE  | Anne McKenzie       | 4:27,33    | 2    |
| –     | USA  | Diana Richburg      | DNS        | –    |

4. Oktober
| WR | 3:52,47 min | Kasankina | Sowjetunion | 1980 in Zürich |
| CR | 4:03,33 min | Sorokina  | Sowjetunion | 1981 in Rom    |

### 3000 m
| Platz | Team | Athletin            | Zeit (min) | Pkt. |
| ----- | ---- | ------------------- | ---------- | ---- |
| 1     | GDR  | Ulrike Bruns        | 9:14,65    | 8    |
| 2     | URS  | Tetjana Posdnjakowa | 9:15,65    | 7    |
| 3     | USA  | Cindy Bremser       | 9:21,15    | 6    |
| 4     | OZE  | Sharon Dalton       | 9:27,34    | 5    |
| 5     | ASI  | Li Xiuxia           | 9:31,80    | 4    |
| 6     | AFR  | Helen Kimaiyo       | 9:33,41    | 3    |
| 7     | AME  | Geri Fitch          | 9:46,68    | 2    |
| 8     | EUR  | Monika Schäfer      | 10:03,470  | 1    |

6. Oktober
| WR | 8:22,62 min | Kasankina | Sowjetunion | 1984 in Leningrad |
| CR | 8:36,32 min | Ulmassowa | Sowjetunion | 1979 in Montreal  |

### 10.000 m
| Platz | Team | Athletin         | Zeit (min) | Pkt. |
| ----- | ---- | ---------------- | ---------- | ---- |
| 1     | EUR  | Aurora Cunha     | 32:07,50   | 8    |
| 2     | USA  | Mary Knisely     | 32:19,93   | 7    |
| 3     | URS  | Olga Bondarenko  | 32:27,70   | 6    |
| 4     | GDR  | Ines Bibernell   | 32:45,58   | 5    |
| 5     | AFR  | Hassania Darami  | 33:46,69   | 4    |
| 6     | AME  | Mónica Regonessi | 34:04,42   | 3    |
| –     | ASI  | Yuko Gordon      | DNF        | –    |
| –     | OZE  | Lisa Martin      | DNF        | –    |

5. Oktober
| WR | 30:59,42 min                    | Kristiansen                     | Norwegen                        | 1985 in Oslo                    |
| CR | Strecke zum ersten Mal gelaufen | Strecke zum ersten Mal gelaufen | Strecke zum ersten Mal gelaufen | Strecke zum ersten Mal gelaufen |

### 100 m Hürden
| Platz | Team | Athletin           | Zeit (s) | Pkt. |
| ----- | ---- | ------------------ | -------- | ---- |
| 1     | GDR  | Cornelia Oschkenat | 12,72    | 8    |
| 2     | EUR  | Ginka Sagortschewa | 12,72    | 7    |
| 3     | URS  | Svetlana Gussarowa | 13,01    | 6    |
| 4     | ASI  | Liu Huajin         | 13,20    | 5    |
| 5     | OZE  | Glynis Nunn        | 13,25    | 4    |
| 6     | AFR  | Maria Usifo        | 13,34    | 3    |
| 7     | USA  | Pam Page           | 13,49    | 2    |
| 8     | AME  | Cecilia Branch     | 13,75    | 1    |

5. Oktober
| Windgeschwindigkeit: − 1,8 m/s |         |          |       |                  |
| WR                             | 12,36 s | Rabsztyn | Polen | 1980 in Warschau |
| CR                             | 12,67 s | Rabsztyn | Polen | 1979 in Montreal |

### 400 m Hürden
| Platz | Team | Athletin                       | Zeit (s) | Pkt. |
| ----- | ---- | ------------------------------ | -------- | ---- |
| 1     | GDR  | Sabine Busch                   | 54,44 CR | 8    |
| 2     | USA  | Judi Brown-King                | 55,10    | 7    |
| 3     | OZE  | Debbie Flintoff                | 55,34    | 6    |
| 4     | AFR  | Nawal El Moutawakel            | 56,05    | 5    |
| 5     | ASI  | P. T. Usha                     | 56,35    | 4    |
| 6     | URS  | Margarita Chromowa-Ponomarjowa | 56,90    | 3    |
| 7     | EUR  | Genowefa Błaszak               | 57,50    | 2    |
| 8     | AME  | Gwen Wall                      | 58,13    | 1    |

4. Oktober
| WR | 53,55 s | Busch   | Deutschland Demokratische Republik 1949 | 1985 in Berlin |
| CR | 54,82 s | Neumann | Deutschland Demokratische Republik 1949 | 1981 in Rom    |

### 4 × 100 m Staffel
| Platz | Team | Athletin                                                                | Zeit (s) | Pkt. |
| ----- | ---- | ----------------------------------------------------------------------- | -------- | ---- |
| 1     | GDR  | Silke Gladisch Sabine Rieger Ingrid Auerswald Marlies Göhr              | 41,37 WR | 8    |
| 2     | URS  | Antonina Nastoburko Natalja Botschina Marina Schirowa Elvira Barbashina | 42,54    | 7    |
| 3     | EUR  | Iwona Pakuła Ginka Sagortschewa Ewa Pisiewicz Ewa Kasprzyk              | 43,38    | 6    |
| 4     | AME  | Angela Phipps Grace Jackson Esmie Lawrence Molly Killingbeck            | 43,39    | 5    |
| 5     | USA  | Pam Page Susan Shurr Ella Smith Pam Marshall                            | 44,03    | 4    |
| 6     | AFR  | Grace Armah Doris Wiredu Cynthia Quartey Martha Appiah                  | 44,76    | 3    |
| 7     | ASI  | Zhang Jianmei Pan Weixin Tian Yumei Liu Huajin                          | 45,16    | 2    |
| –     | OZE  | Kerry Johnson Maree Chapman Jenny Flaherty Andrea Wade                  | DQ       | –    |

6. Oktober
| WR | 41,53 s | Deutschland Demokratische Republik 1949 | Gladisch Koch Auerswald Göhr | 1983 in Berlin   |
| CR | 42,19 s | Europa                                  | Haglund Réga Richter Hunte   | 1979 in Montreal |

### 4 × 400 m Staffel
| Platz | Team | Athletin                                                              | Zeit (min) | Pkt. |
| ----- | ---- | --------------------------------------------------------------------- | ---------- | ---- |
| 1     | GDR  | Kirsten Emmelmann Sabine Busch Dagmar Neubauer Marita Koch            | 3:19,49 CR | 8    |
| 2     | URS  | Tatjana Alexejewa Olga Nasarowa Marija Pinigina Olga Vladykina        | 3:20,60    | 7    |
| 3     | EUR  | Rossiza Stamenowa Erica Rossi Alena Bulířová Jarmila Kratochvílová    | 3:28,47    | 6    |
| 4     | AME  | Norfalia Carabalí Jocelyn Joseph Molly Killingbeck Ana Fidelia Quirot | 3:29,34    | 5    |
| 5     | USA  | Susan Shurr Judi Brown-King Roberta Belle Lillie Leatherwood          | 3:30,99    | 4    |
| 6     | OZE  | Sharon Stewart Andrea Wade Maree Chapman Debbie Flintoff              | 3:35,93    | 3    |
| 7     | AFR  | Nawal El Moutawakel Airat Bakare Kehinde Vaughan Doris Wiredu         | 3:36,86    | 2    |
| 8     | ASI  | Vandana Rao Emma Tahapary Shiny Abraham P. T. Usha                    | 3:37,59    | 1    |

4. Oktober
| WR | 3:15,92 min | Deutschland Demokratische Republik 1949 | Walther Busch Rübsam Koch | 1984 in Erfurt   |
| CR | 3:20,37 min | Deutschland Demokratische Republik 1949 | Kotte Brehmer Köhn Koch   | 1979 in Montreal |

### Hochsprung
| Platz | Team | Athletin           | Höhe (m) | Pkt. |
| ----- | ---- | ------------------ | -------- | ---- |
| 1     | EUR  | Stefka Kostadinowa | 2,00 CR  | 8    |
| 2     | URS  | Tamara Bykowa      | 1,97     | 7    |
| 3     | GDR  | Susanne Helm       | 1,97     | 6    |
| 4     | AME  | Silvia Costa       | 1,97     | 5    |
| 5     | OZE  | Christine Stanton  | 1,88     | 4    |
| 6     | ASI  | Yang Wenqin        | 1,85     | 3    |
| 7     | USA  | Colleen Sommer     | 1,80     | 2    |
| 8     | AFR  | Awa Dioum N'Diaye  | 1,70     | 1    |

4. Oktober
| WR | 2,07 | Andonowa  | Bulgarien 1971                          | 1984 in Berlin     |
| CR | 1,98 | Ackermann | Deutschland Demokratische Republik 1949 | 1977 in Düsseldorf |

### Weitsprung
| Platz | Team | Athletin                | Weite (m) | Pkt. |
| ----- | ---- | ----------------------- | --------- | ---- |
| 1     | GDR  | Heike Drechsler         | 7,27 CR   | 8    |
| 2     | URS  | Galina Tschistjakowa    | 7,00      | 7    |
| 3     | USA  | Carol Lewis             | 6,88      | 6    |
| 4     | OZE  | Robyn Lorraway          | 6,80      | 5    |
| 5     | EUR  | Sabine Braun            | 6,62      | 4    |
| 6     | AME  | Shonel Ferguson         | 6,53      | 3    |
| 7     | ASI  | Huang Donghuo           | 6,29      | 2    |
| 8     | AFR  | Marianne Mendoza-Diallo | 5,40      | 1    |

6. Oktober
| Windgeschwindigkeit: + 0,7 m/s |      |           |                                         |                |
| WR                             | 7,44 | Drechsler | Deutschland Demokratische Republik 1949 | 1985 in Berlin |
| CR                             | 6,80 | Ulbricht  | Deutschland Demokratische Republik 1949 | 1981 in Rom    |

### Kugelstoßen
| Platz | Team | Athletin            | Weite (m) | Pkt. |
| ----- | ---- | ------------------- | --------- | ---- |
| 1     | URS  | Natalja Lissowskaja | 20,69     | 8    |
| 2     | GDR  | Heike Hartwig       | 19,98     | 7    |
| 3     | EUR  | Helena Fibingerová  | 19,17     | 6    |
| 4     | OZE  | Gael Martin         | 18,04     | 5    |
| 5     | ASI  | Cong Yuzhen         | 17,83     | 4    |
| 6     | USA  | Ramona Pagel        | 17,31     | 3    |
| 7     | AME  | Rosa Fernández      | 16,65     | 2    |
| 8     | AFR  | Souad Maloussi      | 15,80     | 1    |

4. Oktober
| WR | 22,53 | Lissowskaja | Sowjetunion                             | 1984 in Sotschi  |
| CR | 20,98 | Slupianek   | Deutschland Demokratische Republik 1949 | 1979 in Montreal |

### Diskuswurf
| Platz | Team | Athletin           | Weite (m) | Pkt. |
| ----- | ---- | ------------------ | --------- | ---- |
| 1     | GDR  | Martina Opitz      | 69,78 CR  | 8    |
| 2     | URS  | Galina Sawinkowa   | 67,30     | 7    |
| 3     | AME  | Maritza Martén     | 66,54     | 6    |
| 4     | EUR  | Zwetanka Christowa | 61,90     | 5    |
| 5     | ASI  | Li Xiaohui         | 57,74     | 4    |
| 6     | USA  | Carol Cady         | 56,52     | 3    |
| 7     | OZE  | Sue Reinwald       | 53,92     | 2    |
| 8     | AFR  | Zoubida Laayouni   | 49,68     | 1    |

6. Oktober
| WR | 74,56 | Šilhavá | Tschechoslowakei | 1984 in Nitra      |
| CR | 68,10 | Welewa  | Sowjetunion      | 1977 in Düsseldorf |

### Speerwurf
| Platz | Team | Athletin            | Weite (m) | Pkt. |
| ----- | ---- | ------------------- | --------- | ---- |
| 1     | URS  | Olga Gawrilowa      | 66,80     | 8    |
| 2     | GDR  | Petra Felke         | 66,22     | 7    |
| 3     | EUR  | Fatima Whitbread    | 65,12     | 6    |
| 4     | OZE  | Sue Howland         | 63,58     | 5    |
| 5     | AFR  | Agnès Tchuinté      | 57,86     | 4    |
| 6     | ASI  | Zhu Hongyang        | 55,90     | 3    |
| 7     | AME  | María Caridad Colón | 54,00     | 2    |
| 8     | USA  | Cathy Sulinski      | 53,78     | 1    |

4. Oktober
| WR | 75,26 | Felke    | Deutschland Demokratische Republik 1949 | 1985 in Schwerin |
| CR | 70,08 | Todorova | Bulgarien 1971                          | 1981 in Rom      |

## Endstand

### Männer
| Platz | Team                            | Punkte |
| ----- | ------------------------------- | ------ |
| 1     | Vereinigte Staaten              | 1230   |
| 2     | Sowjetunion                     | 1150   |
| 3     | Deutsche Demokratische Republik | 1140   |
| 4     | Europa                          | 097,5  |
| 5     | Afrika                          | 81     |
| 6     | Amerika                         | 80     |
| 7     | Ozeanien                        | 65     |
| 8     | Asien                           | 039,5  |

### Frauen
| Platz | Team                            | Punkte |
| ----- | ------------------------------- | ------ |
| 1     | Deutsche Demokratische Republik | 1210   |
| 2     | Sowjetunion                     | 105,5  |
| 3     | Europa                          | 86     |
| 4     | Amerika                         | 062,5  |
| 5     | Vereinigte Staaten              | 61     |
| 6     | Ozeanien                        | 52     |
| 7     | Asien                           | 42     |
| 8     | Afrika                          | 41     |

## Abkürzungen
- WR = Weltrekord
- CR = Weltcuprekord
- DQ = Disqualifikation
- DNF = Wettkampf nicht beendet
- DNS = nicht angetreten
- OgV = Ohne gültigen Versuch